# Halvmand
Halvmand er en dansk kortfilm fra 2016 instrueret af Frederik Louis Hviid.

## Handling
Skuespillerparret Jens og Marina er i krise. Tiden er ved at rinde ud for Marina, der brændende ønsker sig en familie - Jens har tilsyneladende kun sin skrantende tv-karriere for øje. Så da han langt om længe får muligheden for at genetablere sig som tv-ikon i en stor tysk produktion, vælger han i al hemmelighed at sætte en stopper for familieforøgelsen for at drage til Berlin. Nu bekriger den blødagtige halvmand og den sårede hustru hinanden i et rædselsdøgn, hvor løgn og selvbedrag får dem begge til at sætte store spørgsmålstegn ved deres valg i livet.

## Medvirkende
- Jens Albinus, Jens
- Marina Bouras, Marina